# Beezie Madden
Beezie Madden, född den 20 november 1963 i Milwaukee i USA, är en amerikansk ryttare.
Hon tog OS-guld i lagtävlingen i hoppning i samband med de olympiska ridsporttävlingarna 2008 i Peking.